# هاواین تروپیک
هاواین تروپیک (انگلیسی: Hawaiian Tropic) شرکت لوازم بهداشتی آمریکایی است، که در سال ۱۹۶۹ تأسیس شد.